# Brian Moriarty
Brian Moriarty est un concepteur de jeux vidéo américain principalement connu pour son travail de concepteur au sein des studios Infocom puis LucasArts sur des jeux comme Wishbringer, Trinity, Beyond Zork  et Loom,.
Brian Moriarty commence sa carrière comme rédacteur technique pour Analog Computing. Il crée à l'époque deux jeux d'aventures (Adventure in the 5th Dimension et Crash Dive!) qui reçoivent un accueil plutôt positif. Au cours de l'été 1984, il rejoint Infocom en tant qu'ingénieur informatique pour travailler sur les interpréteurs de différents programmes mais son objectif est d'être promu concepteur. Lorsqu'Infocom le nomme concepteur et lui demande de travailler sur un scénario, il écrit le synopsis de Trinity. Celui-ci est bien accueilli mais Infocom juge le projet trop ambitieux et difficile à réaliser sur les systèmes de l'époque. Le département marketing du studio lui demande alors de créer un jeu plus simple. À partir de leurs idée concernant les objets qu'ils souhaitent inclure dans le packaging, il imagine alors le scénario de Wishbringer. Celui-ci est publié en 1985 et est le succès de l'année pour le studio. Il se concentre ensuite sur la conception de Trinity pour lequel il réunit de nombreuses références et va notamment aller à Trinity visiter Los Alamos et de nombreux musées. Le développement du jeu débute en mai 1985 et se termine en juin 1986, 90 % du temps de travail étant consacré à la programmation et 10 % à la conception.
À l'invitation de Noah Falstein, il rejoint en 1988 Lucasfilm Games où il conçoit le jeu d'aventure Loom qui est publié en 1990. Il quitte ensuite Lucasfilm Games pour rejoindre la division éducation du studio, Lucasfilm Learning.

## Travaux
- 1983 : Adventure in the 5th Dimension[4]
- 1984 : Crash Dive![5]
- 1985 : Tachyon (non publié)
- 1985 : Wishbringer
- 1986 : Trinity
- 1987 : Beyond Zork
- 1990 : Loom
- 1994 : Loadstar: The Legend of Tully Bodine
- 1995 : The Dig[6]